# Eva Zaïcik
Eva Zaïcik (* 17. Juli 1987 in Ivry-sur-Seine) ist eine französische Mezzosopranistin, die besonders für die Interpretation von Musikrepertoire aus dem Barock bekannt ist.

## Leben und Werk
Eva Zaïcik wuchs in einem Mediziner-Elternhaus in Maisons-Alfort auf. Sie besuchte dort das Lycée Eugène Delacroix und machte 2005 ein naturwissenschaftlich orientiertes Abitur. Ihre musikliebenden Eltern ließen sie ein breites Musikspektrum in Jazz, Rock, Klassik und Weltmusik entdecken. Als Kind sang sie in einem Chor. Auf Anregung ihres Chorleiters und ihrer Musiklehrerin nahm sie an mehreren Musicalprojekten und an Konzerten für Kinder teil. Als 10-Jährige war sie in diesem Kontext an der Einspielung zweier CDs beteiligt. Als Teenager sang sie mehrere Jahre in einer Rockband, bevor sie das lyrische Repertoire für sich entdeckte.
Im Anschluss an ihr Abitur begann sie zunächst ein Medizinstudium, bevor sie bald zu einem Gesangsstudium an der Maîtrise de Notre Dame de Paris wechselte. 2011 trat sie dann in die Klasse von Elène Golgevit am Conservatoire National Supérieur de Musique de Paris (CNSMDP). Sie erwarb sich einen Masterabschluss in Gesang und absolvierte bis 2019 weitere Aufbaustudien.
In der Zwischenzeit arbeitete sie mit Musikerpersönlichkeiten wie Anne Le Bozec, Margreet Honig, Janina Baechle, Kenneth Weiss und René Jacobs zusammen. Sie arbeitete mit zahlreichen Ensembles für Alte Musik zusammen. Sie engagierte sich intensiv im Dialog der Kulturen und besuchte in diesem Kontext das europäische Musikfestival von Aix en Provence, das Festival von Avignon und das Festival der Royaumont Foundation, um bei dem Projekt „Oracion“ teilzunehmen, bei dem westliche und östliche Musiker zusammen musizierten. Sie führte bei dieser Gelegenheit ein Werk des marokkanischen Komponisten Ahmed Essyad, das speziell für sie und das Tana Quartet komponiert war. 2008 war sie Mitbegründerin des aus drei Sängerinnen und einer Viola da Gamba bestehenden Ensemble Lunaris, mit dem sie ein breites Repertoire vom Mittelalter bis zur Gegenwart erschloss. Ihre erste CD mit diesem Ensemble veröffentlichten sie 2014. Neben dem Repertoire der Alten und der Barockmusik pflegte Eva Zaïcik auch das romantische Repertoire. Sie führte beispielsweise Gustav Mahlers Kindertotenlieder mit dem Mahler Chamber Orchestra auf. Sie interessierte sich auch für zeitgenössische Werke und führte moderne Opern von Betsy Jolas und von Claire-Mélanie Sinnhuber auf. Sie gab auch ein Stück von Thierry Pécou und Melodiezyklen von Vincent Bouchot.
Eva Zaïcik ist für ihr reiches Timbre und ihre besondere Bühnenpräsenz bekannt. Auf der Opernbühne spielte sie bereits die Melibea in Gioachino Rossinis Il viaggio a Reims, den Farnace in Wolfgang Amadeus Mozarts Oper Mitridate, die zweite Hexe in Henry Purcells Dido und Aeneas, die Diane à la Houppe in Arthur Honeggers Les Aventures du Roi Pausole.
2018 gewann Eva Zaïcik den Preis „Révélation Artiste lyrique“ bei den Victoires de la Musique Classique. Sie gewann im gleichen Jahr den zweiten Preis beim Concours Reine Elisabeth in Brüssel und beim Wettbewerb Voix Nouvelles.